# Ptychadena mahnerti
Ptychadena mahnerti är en groddjursart som beskrevs av Perret 1996. Ptychadena mahnerti ingår i släktet Ptychadena och familjen Ptychadenidae. IUCN kategoriserar arten globalt som livskraftig. Inga underarter finns listade i Catalogue of Life.